# مسجد عمر بن الخطاب (كوراساو)
مسجد عمر بن الخطاب هو مسجد يقع في ويلمستاد، كوراساو، يتسع المسجد لحوالي 200 مصلي.